# Brave Story
Brave Story (ブレイブ·ストーリー?, Bureibu Sutōrī) è un manga pubblicato da Shinchosha, sulla rivista Weekly Comic Bunch. Basato sul romanzo scritto da Miyuki Miyabe, viene ideato e illustrato da Yoichiro Ono. Il primo volume dell'edizione italiana del manga, pubblicato da J-Pop, è uscito il 6 giugno 2009. Nel 2006 dallo stesso romanzo venne tratto un anime film con lo stesso titolo prodotto dallo studio Gonzo.

## Trama
Uno studente delle medie appassionato di videogame di nome Wataru Mitani vive pressoché una vita comune a qualunque altro ragazzino della sua età fino a quando il suo destino non viene stravolto da Vision, un universo parallelo a quello conosciuto e governato dalla magia, da mostri e dai suoi abitanti appartenenti all'universo fantasy. Grazie all'incontro con il misterioso Ashikawa e altri personaggi che si faranno avanti mano a mano che prosegue la scoperta di questo mondo incantato, Wataru diventerà un "traveller" affronterà mille avventure per incontrare una mitica Dea del Destino in grado di esaudire qualsiasi desiderio.

## Personaggi principali
- Wataru Mitani

Un normale studente delle medie. Non eccelle né nello studio, né nello sport, tuttavia si vanta spesso della sua bravura nei videogiochi. Un giorno, seguendo il misterioso Mitsuru Ashikawa in un sospetto edificio, entra per sbaglio in un portale che lo conduce in un misterioso posto. Inizia così la sua avventura.
- Mitsuru Ashikawa

Professione: Wizard License
Sigdra, coda a testa di serpente di sinistra
Ragazzo dal difficile passato, diventato "viaggiatore" in cerca di una soluzione ai suoi problemi. Quando era ancora un bambino, mentre stava a scuola, il padre impazzisce ed uccide la madre e la sorella. Dopodiché non vedendo arrivare Ashikawa si suicida, facendo trovare al bambino al suo ritorno a casa un raccapricciante scenario di tre cadaveri. Così decide di divenire un viaggiatore per poter riportare in vita la sua famiglia. Possiede il "Wizard license" che gli permette di utilizzare i tipici poteri di un mago. Tuttavia, dopo aver acquisito ben quattro gemme Mitsuru sembra estremizzare quel potere, affermando durante lo scontro con Book di riuscire ad evocare infiniti incantesimi alla volta. Per raggiungere il suo scopo si allea con il Sigdra, rimpiazzando il posto lasciato dal deceduto Groose combattendo prima contro Slope, sconfiggendolo ma non uccidendolo e poi contro Neo, facendolo esplodere dall'interno. Durante la guerra con il Sud non prende parte agli scontri, ma viene incaricato da Onji-sama, il gran sacerdote del Nord, di proteggere la principessa del continente, la quale assomiglia incredibilmente alla defunta sorella di Mitsuru. Inoltre viene incaricato di sconfiggere l'armata dei ribelli che minacciano l'impero. Durante questo scontro combatte con Book, ma la lotta viene interrotta da Raita, il quale con le sue ultime forze, informa Ashikawa che la principessa è tenuta in ostaggio da Onji-sama e Slope (o meglio il suo corpo senz'anima) e così decide di partire per affrontarlo. Anche lui avverte come tutti gli abitanti di Vision l'esplosione del cannone Soha.
- Kaori Daimatsu

Dolce e ingenua ragazza della quale si innamora Wataru.
- Ki-kima

### Continente del Sud

#### Ordine dei cavalieri Schtengel
- Platinum

Comandante del quarto battaglione dell'ordine dei cavalieri Schtengel
Appartiene all`elemento dell`oro e la sua arma è una schythe. Soprannominato come Platinum la Falce. Crede fermamente nell`ordine della cavalleria e ha un profondo riguardo per il legame che lo lega ai compagni. Può manovrare le correnti elettriche secondo la propria volontà. Facendo scorrere elettricità nelle armi o armature degli avversari scagliando su di loro dei fulmini ed è persino in grado di manovrare la sabbia ferrosa. Sfruttando il suo potere riesce a comunicare con i propri alleati a distanza convertendo l'elettricità in segnali. Dopo essere stato sconfitto in combattimento da Silva, si scaglia a sorpresa contro Ajoo Rupa, ma a soccombere sarà solo lui.
- Akadora

Comandante del quinto battaglione dell`ordine dei cavalieri Schtengel
Appartiene all'elemento del legno e la sua arma è un'ascia. Viene chiamato Akadora di Axe. Profondo conoscitore della conformazione delle foreste e degli esseri che vi dimorano, ne approfitta per spingere i suoi nemici in un luogo a lui congeniale mettendoli con le spalle al muro. Viene sconfitto dall'armata di Countryman e viene infine manovrato come un burattino dopo essere morto.
- P3 (Pi Three)

Comandante del settimo battaglione dell`ordine dei cavalieri Schtengel
Appartiene all'elemento della terra e la sua arma è un enorme martello. Soprannominato come P3 di Hammer. È basso di statura, ma ha la forza per manovrare un enorme martello che è alto il doppio di lui. Sfruttando il suo martello può muovere a suo piacimento la terra e anche far sprofondare il nemico in una faglia. Per salvare i suoi subalterni e la città dall'attacco di River, subisce lui stesso il colpo e, dopo avere elevato una preghiera alla dea, muore sul campo di battaglia.
- Logo Logo

Comandante dell'ottavo battaglione dell`ordine dei cavalieri Schtengel
Appartiene all'elemento del vento e le sue armi sono arco e frecce. Soprannominato come Logo Logo di Archer. Può manovrare il vento e usa questa sua abilità per indirizzare le frecce da lui scagliate. Di fronte alle capacità di Silva muore senza poter fare nulla, ma grazie allo shock elettrico causatogli da Platinum torna momentaneamente in vita. Scaglia col suo vento Platinum verso Ajoo Rupa e poi esala l'ultimo respiro.
- Ryu So

Comandante del secondo battaglione dell'ordine dei cavalieri Schtengel
Apparso solo durante l'adunata dei comandanti dei battaglioni, è un uomo alto e robusto dall'aria pacifica benché pronto ad adempire al proprio dovere di cavaliere. Attualmente sta combattendo contro il battaglione del Sigdra di Chan, ma l'esito dello scontro è ancora sconosciuto.
- Rose Lily

Comandante del terzo battaglione dell'ordine dei cavalieri Schtengel
È l'unica donna tra i cavalieri e controlla l'elemento dell'acqua riuscendo a generare enormi vortici dall'enorme potenza distruttiva grazie all'ausilio del suo arpione. Soprannominata Rose Lily di Harpoon. Durante la guerra riesce a sconfiggere tutto il battaglione del membro del Sigdra Makoto, tuttavia non riuscirà a prevalere sulle tecniche di quest'ultima.

### Continente del Nord

#### Sigdra
- Ajoo Rupa

Professione: Manipulate Licence
Sigdra, testa centrale
Viaggiatore giunto su Vision nella generazione precedente (50 anni fa). Apparteneva a una famiglia aristocratica, ma dopo aver assassinato il padre che, perso il senno aveva ucciso la madre, venne perseguitato. Diventa quindi viaggiatore per riavere un luogo in cui fare ritorno. Dato che la porta kaname si era richiusa, pensò di vivere su Vision.
- Groose

Professione: Cross Licence
Sigdra, coda a testa di serpente sinistra
Trentacinquenne di nazionalità americana. Perse la famiglia a causa dell`attentato terroristico
alle Twin Towers e decise di diventare viaggiatore per riportarla in vita. Le battaglie sembrano divertirlo. È molto abile nel combattimento, ma molto volgare nel suo modo di esprimersi. Fa il cacciatore di viaggiatori nel continente del Sud e anche Wataru viene preso di mira. Approfitta di una svista di Wataru per infliggergli il sortilegio dell`autodistruzione. Combatte servendosi di una stoffa che è in grado di solidificare a suo piacimento e che utilizza come spada o come frusta. Il suo sigillo magico è il Death Embroider. Viene sconfitto da Wataru che ha potenziato le proprie capacità ribellandosi al sortilegio dell`autodistruzione, spiega a Wataru la situazione critica in cui versa Vision e infine muore scomparendo nel nulla.
- Neo

Sigdra, prima zampa
Era membro del Sigdra, ma non accettando l'entrata nel gruppo da parte di Mitsuru, cerca di ucciderlo perdendo la vita nel tentativo. Sembra covasse un forte odio per i giapponesi. Ricorre a incantesimi di tipo congelante.
- Silva

Professione: Chase Licence
Sigdra, seconda zampa
19 anni, musicista. In passato venne ingannato partecipando, a sua insaputa, a un drug party finendo così arrestato. Diventa viaggiatore per riconquistare la fama di un tempo. Tra i membri del Sigdra è quello che più di ogni altro tende a essere sempre in prima linea durante gli scontri. Ha un carattere intrattabile e troppa fiducia in sé stesso. Più di una volta sottovaluta i poteri dell'avversario trovandosi poi in difficoltà. Dal palmo della sua mano può scagliare i Bound Red, Blue, Yellow, Green e Purple. Grazie allo specchio incastonato su Hard Disk, sua arma personale, esegue uno scan del nemico con cui i suoi Bound riescono a tracciarlo automaticamente. È anche in grado di volare salendo a bordo di esso. Il suo sigillo magico è il Saidai Sonic Flash. Dopo la morte di Rupa, cerca di far subito fuori Makoto rendendosi conto della minaccia che rappresenta, ma a causa di una distrazione viene rinchiuso nello stesso barattolo di Chan dove viene eliminato brutalmente.
- Book

Professione: Beast Licence
Sigdra, quinta zampa
Un ragazzo di 20 anni. In passato il suo villaggio venne dato alle fiamme durante una rivolta, venne tradito dal suo amico e perse così la fiducia negli uomini. Diventa viaggiatore per cancellare dal mondo il cuore e i sentimenti che gli esseri umani provano. Anche su Vision disprezza gli Anka e i suoi subalterni sono tutti creature non umane. Sembra utilizzarli come se fossero delle mere pedine, ma in realtà è molto affezionato a loro. Combattendo contro Wataru intravede la speranza insita nel cuore delle persone e decide così di sconfiggere assieme a lui Ginrei. Si reca poi nel Nord con la speranza di salvare Kaori, ma viene battuto e imprigionato da Mitsuru. In seguito, grazie agli sforzi di Mina e Peter riuscirà a evadere dalle prigioni. In quel momento capisce che ribellandosi al sortilegio dell'autodistruzione è possibile aumentare i propri poteri. Grazie alla pietra del contratto, sua personale arma, è in grado di controllare le bestie demoniache con cui stipula un patto. I loro poteri vengono moltiplicati o altrimenti può fondersi con loro vestendoli come un'armatura e ottenendone così i poteri.

### Mondo demoniaco
- Julie

La prima bestia demoniaca con cui Book abbia stipulato un contratto. Normalmente le sue dimensioni sono estremamente ridotte, ma la sua vera identità è quella del drago demoniaco Ginrei, che si dice sia in grado di inghiottire un'intera montagna.